# NBA sezonul 2022-2023
Sezonul NBA 2022–2023 a fost cel de-al 77-lea sezon al National Basketball Association (NBA). Sezonul regulat a început pe 18 octombrie 2022 și s-a încheiat pe 9 aprilie 2023.
Denver Nuggets a reușit să câștige titlul pentru prima oară după ce a învins pe Miami Heat cu 4-1.

## Tranzacții

### Retrageri
- La 21 iulie 2022, J. J. Barea și-a anunțat retragerea din baschetul profesionist. El a câștigat un campionat cu Dallas Mavericks în 2011 și mai multe medalii de aur cu echipa națională din Puerto Rico..[3]
- La 20 august 2022, Gustavo Ayón s-a retras din baschetul profesionist. A jucat trei sezoane în NBA și a câștigat mai multe titluri în Euroliga și Liga spaniolă în cei 16 ani de carieră.[4]
- La 3 septembrie 2022, Jodie Meeks s-a retras din baschetul profesionist. A jucat pentru șapte echipe în cei 13 ani de carieră și a câștigat un campionat cu Toronto Raptors în 2019.[5]
- La 6 septembrie 2022, Toure' Murry s-a retras din baschetul profesionist. A jucat pentru trei echipe în două sezoane în NBA, precum și pentru numeroase echipe din străinătate.[6]

### Schimbări de antrenori
| Echipa                         | Sezonul 2021–2022              | Sezonul 2022–2023                  |
| Înainte de începerea sezonului | Înainte de începerea sezonului | Înainte de începerea sezonului     |
| ------------------------------ | ------------------------------ | ---------------------------------- |
| Charlotte Hornets              | James Borrego                  | Steve Clifford                     |
| Los Angeles Lakers             | Frank Vogel                    | Darvin Ham                         |
| Sacramento Kings               | Alvin Gentry (interimar)       | Mike Brown                         |
| Utah Jazz                      | Quin Snyder                    | Will Hardy                         |
| Boston Celtics                 | Ime Udoka (suspendat)          | Joe Mazzulla                       |
| În timpul sezonului            |                                |                                    |
| Brooklyn Nets                  | Steve Nash                     | Jacque Vaughn                      |
| Atlanta Hawks                  | Nate McMillan                  | Joe Prunty (interimar) Quin Snyder |

## Sezonul regulat

### Clasamente sezonul regulat
| Atlantic Division                   | Atlantic Division | Atlantic Division | Atlantic Division | Atlantic Division | Atlantic Division | Atlantic Division | Atlantic Division |
| vizualizare • discuție • modificare | V                 | Î                 | PCT               | AC                | DE                | MD                | T                 |
| ----------------------------------- | ----------------- | ----------------- | ----------------- | ----------------- | ----------------- | ----------------- | ----------------- |
| Boston Celtics                      | 57                | 25                | 69,5%             | 32-9              | 25-16             | 11-5              | 82                |
| Philadelphia 76ers                  | 54                | 28                | 65,9%             | 29-12             | 25-16             | 10-6              | 82                |
| New York Knicks                     | 47                | 35                | 57,3%             | 23-18             | 24-17             | 8-8               | 82                |
| Brooklyn Nets                       | 45                | 37                | 54,9%             | 23-18             | 22-19             | 7-9               | 82                |
| Toronto Raptors                     | 41                | 41                | 50,0%             | 27-14             | 14-27             | 4-12              | 82                |

| Central Division                    | Central Division | Central Division | Central Division | Central Division | Central Division | Central Division | Central Division |
| vizualizare • discuție • modificare | V                | Î                | PCT              | AC               | DE               | MD               | T                |
| ----------------------------------- | ---------------- | ---------------- | ---------------- | ---------------- | ---------------- | ---------------- | ---------------- |
| Milwaukee Bucks                     | 58               | 24               | 70,7%            | 32-9             | 26-15            | 11-5             | 82               |
| Cleveland Cavaliers                 | 51               | 31               | 62,2%            | 31-10            | 20-21            | 13-3             | 82               |
| Chicago Bulls                       | 40               | 42               | 48,8%            | 22-19            | 18-23            | 7-9              | 82               |
| Indiana Pacers                      | 35               | 47               | 42,7%            | 20-21            | 15-26            | 7-9              | 82               |
| Detroit Pistons                     | 17               | 65               | 20,7%            | 9-32             | 8-33             | 2-14             | 82               |

| Southeast Division                  | Southeast Division | Southeast Division | Southeast Division | Southeast Division | Southeast Division | Southeast Division | Southeast Division |
| vizualizare • discuție • modificare | V                  | Î                  | PCT                | AC                 | DE                 | MD                 | T                  |
| ----------------------------------- | ------------------ | ------------------ | ------------------ | ------------------ | ------------------ | ------------------ | ------------------ |
| Miami Heat                          | 44                 | 38                 | 53,7%              | 27-14              | 17-24              | 10-6               | 82                 |
| Atlanta Hawks                       | 41                 | 41                 | 50,0%              | 24-17              | 17-24              | 8-8                | 82                 |
| Washington Wizards                  | 35                 | 47                 | 42,7%              | 19-22              | 16-25              | 8-8                | 82                 |
| Orlando Magic                       | 34                 | 48                 | 41,5%              | 20-21              | 14-27              | 7-9                | 82                 |
| Charlotte Hornets                   | 27                 | 55                 | 32,9%              | 13-28              | 14-27              | 7-9                | 82                 |

| Northwest Division                  | Northwest Division | Northwest Division | Northwest Division | Northwest Division | Northwest Division | Northwest Division | Northwest Division |
| vizualizare • discuție • modificare | V                  | Î                  | PCT                | AC                 | DE                 | MD                 | T                  |
| ----------------------------------- | ------------------ | ------------------ | ------------------ | ------------------ | ------------------ | ------------------ | ------------------ |
| Denver Nuggets                      | 53                 | 29                 | 64,6%              | 34-7               | 19-22              | 10-6               | 82                 |
| Minnesota Timberwolves              | 42                 | 40                 | 51,2%              | 22-19              | 20-21              | 8-8                | 82                 |
| Oklahoma City Thunder               | 40                 | 42                 | 48,8%              | 24-17              | 16-25              | 9-7                | 82                 |
| Utah Jazz                           | 37                 | 45                 | 45,1%              | 23-18              | 14-27              | 6-10               | 82                 |
| Portland Trail Blazers              | 33                 | 49                 | 40,2%              | 17-24              | 16-25              | 7-9                | 82                 |

| Pacific Division                    | Pacific Division | Pacific Division | Pacific Division | Pacific Division | Pacific Division | Pacific Division | Pacific Division |
| vizualizare • discuție • modificare | V                | Î                | PCT              | AC               | DE               | MD               | T                |
| ----------------------------------- | ---------------- | ---------------- | ---------------- | ---------------- | ---------------- | ---------------- | ---------------- |
| Sacramento Kings                    | 48               | 34               | 58,5%            | 23-18            | 25-16            | 9-7              | 82               |
| Phoenix Suns                        | 45               | 37               | 54,9%            | 28-13            | 17-24            | 9-7              | 82               |
| Los Angeles Clippers                | 44               | 38               | 53,7%            | 23-18            | 21-20            | 9-7              | 82               |
| Golden State Warriors               | 44               | 38               | 53,7%            | 33-8             | 11-30            | 7-9              | 82               |
| Los Angeles Lakers                  | 43               | 39               | 52,4%            | 23-18            | 20-21            | 6-10             | 82               |

| Southwest Division                  | Southwest Division | Southwest Division | Southwest Division | Southwest Division | Southwest Division | Southwest Division | Southwest Division |
| vizualizare • discuție • modificare | V                  | Î                  | PCT                | AC                 | DE                 | MD                 | T                  |
| ----------------------------------- | ------------------ | ------------------ | ------------------ | ------------------ | ------------------ | ------------------ | ------------------ |
| Memphis Grizzlies                   | 51                 | 31                 | 62,2%              | 35-6               | 16-25              | 13-3               | 82                 |
| New Orleans Pelicans                | 42                 | 40                 | 51,2%              | 27-14              | 15-26              | 11-5               | 82                 |
| Dallas Mavericks                    | 38                 | 44                 | 46,3%              | 23-18              | 15-26              | 9-7                | 82                 |
| Houston Rockets                     | 22                 | 60                 | 26,8%              | 14-27              | 8-33               | 4-12               | 82                 |
| San Antonio Spurs                   | 22                 | 60                 | 26,8%              | 14-27              | 8-33               | 3-13               | 82                 |

## Turneul Play-in
NBA a decis să organizeze un „turneu Play-in” pentru echipele clasate pe locul 7-10 în fiecare conferință în perioada 11 - 14 aprilie 2023. Echipa de pe locul 7 joacă cu echipa de pe locul 8, echipa câștigătoare urmând a fi plasată pe locul 7 în play-off. Echipa de pe locul 9 joacă cu echipa de pe locul 10, echipa învinsă fiind eliminată din disputa pentru play-off. Echipa învinsă în meciul dintre echipele de locul 7 și 8 joacă cu învingătoarea din meciul dintre echipele de pe locurile 9 și 10, câștigătoarea fiind plasată pe locul 8 în play-off, învinsa fiind eliminată.

### Play-in Conferința de Est

#### Meciul pentru locul 7 în play-off
Miami Heat - Atlanta Hawks 105-116

#### Meciul dintre echipele de pe locurile 9-10
Toronto Raptors - Chicago Bulls 105-109

#### Meciul pentru locul 8 în play-off
Miami Heat - Chicago Bulls 102-91

### Play-in Conferința de Vest

#### Meciul pentru locul 7 în play-off
Los Angeles Lakers - Minnesota Timberwolves 108-102 (OT)

#### Meciul dintre echipele de pe locurile 9-10
New Orleans Pelicans - Oklahoma City Thunder 118-123

#### Meciul pentru locul 8 în play-off
Minnesota Timberwolves - Oklahoma City Thunder 120-95

## Play-off
|  | Turul 1            | Turul 1                | Turul 1            |   |                     | Semifinalele conferințelor | Semifinalele conferințelor | Semifinalele conferințelor |  |    | Finalele conferințelor | Finalele conferințelor | Finalele conferințelor |  |    | Finala NBA  | Finala NBA | Finala NBA |
|  |                    |                        |                    |   |                     |                            |                            |                            |  |    |                        |                        |                        |  |    |             |            |            |
|  | E1                 | Milwaukee Bucks*       | 1                  |   |                     |                            |                            |                            |  |    |                        |                        |                        |  |    |             |            |            |
|  | E8                 | Miami Heat*            | 4                  |   |                     |                            |                            |                            |  |    |                        |                        |                        |  |    |             |            |            |
|  | E8                 | Miami Heat*            | 4                  |   | E8                  | Miami Heat*                | 4                          |                            |  |    |                        |                        |                        |  |    |             |            |            |
|  |                    |                        |                    |   | E8                  | Miami Heat*                | 4                          |                            |  |    |                        |                        |                        |  |    |             |            |            |
|  |                    | E5                     | New York Knicks    | 2 |                     |                            |                            |                            |  |    |                        |                        |                        |  |    |             |            |            |
|  | E4                 | E5                     | New York Knicks    | 2 | Cleveland Cavaliers | 1                          |                            |                            |  |    |                        |                        |                        |  |    |             |            |            |
|  | E4                 |                        |                    |   | Cleveland Cavaliers | 1                          |                            |                            |  |    |                        |                        |                        |  |    |             |            |            |
|  | E5                 | New York Knicks        | 4                  |   |                     |                            |                            |                            |  |    |                        |                        |                        |  |    |             |            |            |
|  | E5                 | New York Knicks        | 4                  |   |                     |                            |                            |                            |  | E8 | Miami Heat*            | 4                      |                        |  |    |             |            |            |
|  | Conferința de Est  |                        |                    |   |                     |                            |                            |                            |  | E8 | Miami Heat*            | 4                      |                        |  |    |             |            |            |
|  |                    | E2                     | Boston Celtics*    | 3 |                     |                            |                            |                            |  |    |                        |                        |                        |  |    |             |            |            |
|  | E3                 | E2                     | Boston Celtics*    | 3 | Philadelphia 76ers  | 4                          |                            |                            |  |    |                        |                        |                        |  |    |             |            |            |
|  | E3                 |                        |                    |   | Philadelphia 76ers  | 4                          |                            |                            |  |    |                        |                        |                        |  |    |             |            |            |
|  | E6                 | Brooklyn Nets          | 0                  |   |                     |                            |                            |                            |  |    |                        |                        |                        |  |    |             |            |            |
|  | E6                 | Brooklyn Nets          | 0                  |   | E3                  | Philadelphia 76ers         | 3                          |                            |  |    |                        |                        |                        |  |    |             |            |            |
|  |                    |                        |                    |   | E3                  | Philadelphia 76ers         | 3                          |                            |  |    |                        |                        |                        |  |    |             |            |            |
|  |                    | E2                     | Boston Celtics*    | 4 |                     |                            |                            |                            |  |    |                        |                        |                        |  |    |             |            |            |
|  | E2                 | E2                     | Boston Celtics*    | 4 | Boston Celtics*     | 4                          |                            |                            |  |    |                        |                        |                        |  |    |             |            |            |
|  | E2                 |                        |                    |   | Boston Celtics*     | 4                          |                            |                            |  |    |                        |                        |                        |  |    |             |            |            |
|  | E7                 | Atlanta Hawks          | 2                  |   |                     |                            |                            |                            |  |    |                        |                        |                        |  |    |             |            |            |
|  | E7                 | Atlanta Hawks          | 2                  |   |                     |                            |                            |                            |  |    |                        |                        |                        |  | E8 | Miami Heat* | 1          |            |
|  |                    |                        |                    |   |                     |                            |                            |                            |  |    |                        |                        |                        |  | E8 | Miami Heat* | 1          |            |
|  |                    | V1                     | Denver Nuggets*    | 4 |                     |                            |                            |                            |  |    |                        |                        |                        |  |    |             |            |            |
|  | V1                 | V1                     | Denver Nuggets*    | 4 | Denver Nuggets*     | 4                          |                            |                            |  |    |                        |                        |                        |  |    |             |            |            |
|  | V1                 |                        |                    |   | Denver Nuggets*     | 4                          |                            |                            |  |    |                        |                        |                        |  |    |             |            |            |
|  | V8                 | Minnesota Timberwolves | 1                  |   |                     |                            |                            |                            |  |    |                        |                        |                        |  |    |             |            |            |
|  | V8                 | Minnesota Timberwolves | 1                  |   | V1                  | Denver Nuggets*            | 4                          |                            |  |    |                        |                        |                        |  |    |             |            |            |
|  |                    |                        |                    |   | V1                  | Denver Nuggets*            | 4                          |                            |  |    |                        |                        |                        |  |    |             |            |            |
|  |                    | V4                     | Phoenix Suns       | 2 |                     |                            |                            |                            |  |    |                        |                        |                        |  |    |             |            |            |
|  | V4                 | V4                     | Phoenix Suns       | 2 | Phoenix Suns        | 4                          |                            |                            |  |    |                        |                        |                        |  |    |             |            |            |
|  | V4                 |                        |                    |   | Phoenix Suns        | 4                          |                            |                            |  |    |                        |                        |                        |  |    |             |            |            |
|  | V5                 | Los Angeles Clippers   | 1                  |   |                     |                            |                            |                            |  |    |                        |                        |                        |  |    |             |            |            |
|  | V5                 | Los Angeles Clippers   | 1                  |   |                     |                            |                            |                            |  | V1 | Denver Nuggets*        | 4                      |                        |  |    |             |            |            |
|  | Conferința de Vest |                        |                    |   |                     |                            |                            |                            |  | V1 | Denver Nuggets*        | 4                      |                        |  |    |             |            |            |
|  |                    | V7                     | Los Angeles Lakers | 0 |                     |                            |                            |                            |  |    |                        |                        |                        |  |    |             |            |            |
|  | V3                 | V7                     | Los Angeles Lakers | 0 | Sacramento Kings*   | 3                          |                            |                            |  |    |                        |                        |                        |  |    |             |            |            |
|  | V3                 |                        |                    |   | Sacramento Kings*   | 3                          |                            |                            |  |    |                        |                        |                        |  |    |             |            |            |
|  | V6                 | Golden State Warriors  | 3                  |   |                     |                            |                            |                            |  |    |                        |                        |                        |  |    |             |            |            |
|  | V6                 | Golden State Warriors  | 3                  |   | V6                  | Golden State Warriors      | 2                          |                            |  |    |                        |                        |                        |  |    |             |            |            |
|  |                    |                        |                    |   | V6                  | Golden State Warriors      | 2                          |                            |  |    |                        |                        |                        |  |    |             |            |            |
|  |                    | V7                     | Los Angeles Lakers | 4 |                     |                            |                            |                            |  |    |                        |                        |                        |  |    |             |            |            |
|  | V2                 | V7                     | Los Angeles Lakers | 4 | Memphis Grizzlies*  | 2                          |                            |                            |  |    |                        |                        |                        |  |    |             |            |            |
|  | V2                 |                        |                    |   | Memphis Grizzlies*  | 2                          |                            |                            |  |    |                        |                        |                        |  |    |             |            |            |
|  | V7                 | Los Angeles Lakers     | 4                  |   |                     |                            |                            |                            |  |    |                        |                        |                        |  |    |             |            |            |

* - Câștigătoare de divizie

Litere îngroșate - Câștigătoarea seriei

Litere italice - Are avantajul terenului propriu

## Statistici

### Statistici individuale
| Categorie             | Jucător           | Echipă                                 | Statistică |
| --------------------- | ----------------- | -------------------------------------- | ---------- |
| Puncte pe meci        | Joel Embiid       | Philadelphia 76ers                     | 33,3       |
| Recuperări pe meci    | Domantas Sabonis  | Sacramento Kings                       | 12,4       |
| Pase decisive pe meci | James Harden      | Philadelphia 76ers                     | 10,8       |
| Interceptări pe meci  | O.G. Anunoby      | Toronto Raptors                        | 1,9        |
| Capace pe meci        | Jaren Jackson Jr. | Memphis Grizzlies                      | 3,0        |
| Turnovers pe meci     | Trae Young        | Atlanta Hawks                          | 4,0        |
| Faulturi pe meci      | Jaren Jackson Jr. | Memphis Grizzlies                      | 3,6        |
| Minute pe meci        | Pascal Siakam     | Toronto Raptors                        | 37,5       |
| FG%                   | Walker Kessler    | Utah Jazz                              | 72,0%      |
| FT%                   | Tyler Herro       | Miami Heat                             | 93,2%      |
| 3FG%                  | Luke Kennard      | Los Angeles Clippers/Memphis Grizzlies | 48,9%      |
| Eficiență pe meci     | Nikola Jokić      | Denver Nuggets                         | 38,3       |
| Double-doubles        | Domantas Sabonis  | Sacramento Kings                       | 65         |
| Triple-doubles        | Nikola Jokić      | Denver Nuggets                         | 29         |

### Recorduri individuale într-un meci
| Categorie          | Jucător           | Echipă                 | Statistică |
| ------------------ | ----------------- | ---------------------- | ---------- |
| Puncte             | Damian Lillard    | Portland Trail Blazers | 71         |
| Puncte             | Donovan Mitchell  | Cleveland Cavaliers    | 71         |
| Recuperări         | Ivica Zubac       | Los Angeles Clippers   | 29         |
| Pase decisive      | James Harden      | Philadelphia 76ers     | 21         |
| Interceptări       | De'Anthony Melton | Philadelphia 76ers     | 7          |
| Interceptări       | D'Angelo Russell  | Los Angeles Lakers     | 7          |
| Capace             | Brook Lopez       | Milwaukee Bucks        | 9          |
| Coșuri de 3 puncte | Damian Lillard    | Portland Trail Blazers | 13         |

### Statistici pe echipe
| Categorie             | Echipă                | Statistică |
| --------------------- | --------------------- | ---------- |
| Puncte pe meci        | Sacramento Kings      | 121,3      |
| Recuperări pe meci    | Milwaukee Bucks       | 48,9       |
| Pase decisive pe meci | Golden State Warriors | 29,5       |
| Interceptări pe meci  | Toronto Raptors       | 9,4        |
| Capace pe meci        | Brooklyn Nets         | 6,2        |
| Turnovers pe meci     | Golden State Warriors | 15,6       |
| Faulturi pe meci      | Detroit Pistons       | 22,2       |
| FG%                   | Denver Nuggets        | 50,5%      |
| FT%                   | Philadelphia 76ers    | 83,7%      |
| 3P%                   | Philadelphia 76ers    | 38,7%      |
| +/−                   | Boston Celtics        | +6,4       |